# Richard Wagner und der Film

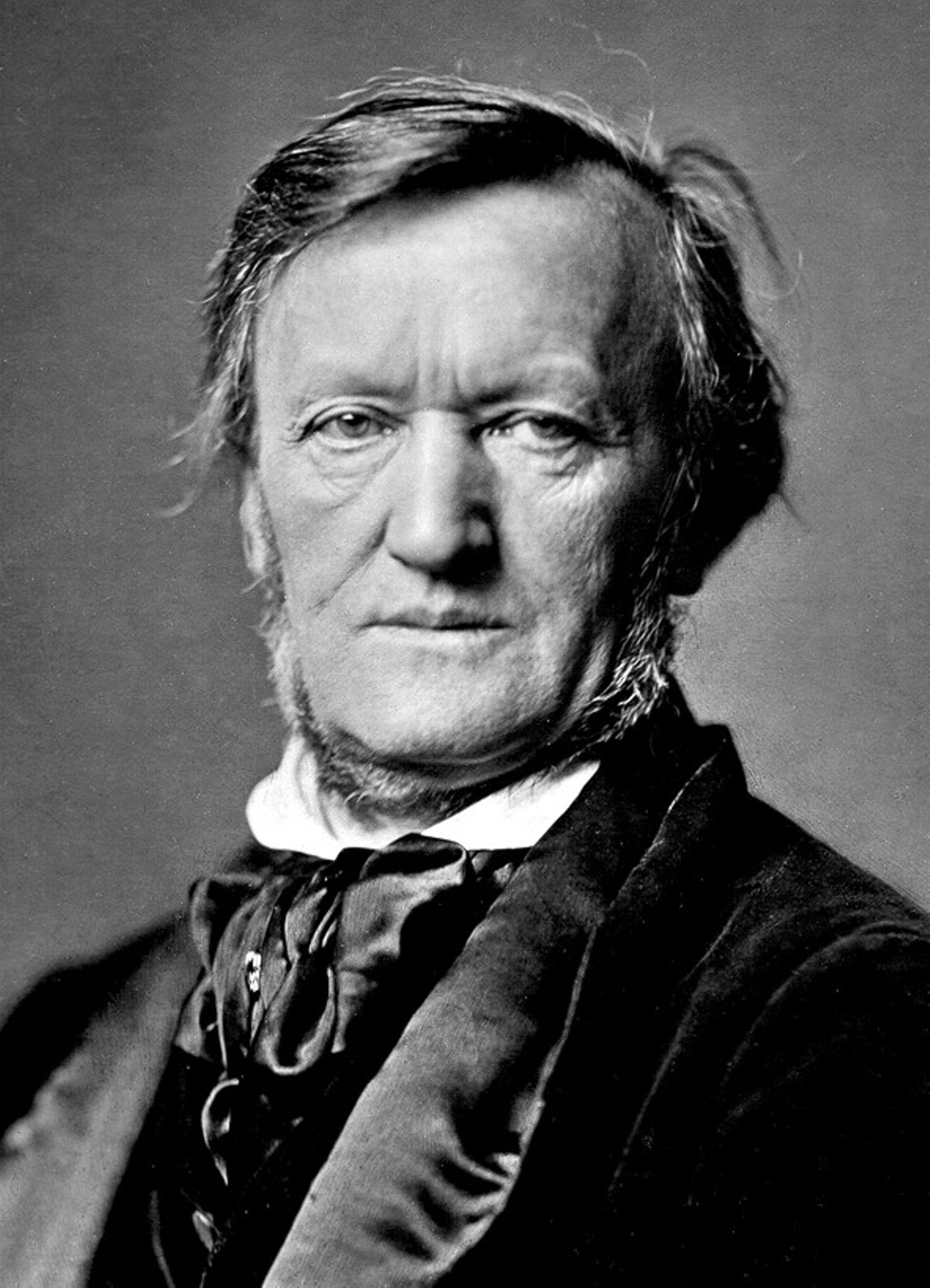
Richard Wagner. Photographie von Franz Hanfstaengl, 1871

Das Thema Richard Wagner und der Film ist ein Gegenstand der Wagner-Forschung.
Richard Wagner prägte die Entwicklung des Films und der Filmmusik.
In der Forschung wird vor allem die Leitmotivtechnik untersucht, die Wagner in seiner Tetralogie Der Ring des Nibelungen systematisch einsetzte. Während der „goldenen Ära“ Hollywoods wurde sie ein Markenzeichen der amerikanischen Filmmusik. Daneben wird diskutiert, inwieweit Wagners Konzept des Gesamtkunstwerks den Film vorweggenommen hat und welche Einflüsse es auf bestimmte Filmgenres wie Science-Fiction und Fantasy gibt. 
Weitere Gesichtspunkte sind der Einsatz seiner Musik in Filmen sowie die Darstellung Wagners in Filmbiografien.
Enjott Schneider untersuchte die Wirkung Wagners auf den Film des 20. Jahrhunderts und vertrat die Ansicht, dass dieses Medium „sein heimliches Kunstwerk der Zukunft“ gewesen sei.

## Hintergrund und Einzelheiten
Der Einfluss Wagners auf den Film wurde häufig untersucht und unterschiedlich belegt. Die Autoren bezogen sich dabei nicht nur auf seine Musik, sondern auch auf das Konzept des Gesamtkunstwerks, in dem sich nach Wagners Vorstellung Sprache, Ton und Gebärde vereinigen sollten. Viele Techniken Wagners scheinen den Film vorwegzunehmen.
Bereits im Jahre 1927 schrieb der französische Kritiker Émile Vuillermoz, Wagner hätte „seine Tetralogie nicht für die Bühne, sondern für die Leinwand“ konzipiert, wäre er „fünfzig Jahre später“ geboren worden. Nach Ansicht Max Steiners wäre Wagner „die Nummer Eins unter den Filmkomponisten“ geworden. Wie Richard Wagners Enkel Wolfgang Wagner erklärte, hätte sein Großvater „zweifellos in Hollywood“ gearbeitet.
Dass Wagners Musik mit dem Medium Film zusammenhängt, ist kein neuer Gedanke, sondern bereits ein Gemeinplatz. So verwiesen Hanns Eisler und Theodor W. Adorno auf eine Verbindung von „Kulturwaren“ aus Elementen wie Drama und psychologischem Roman, Sinfoniekonzert, Kolportage, Operette und Revue, die „schon im Wagnerschen Gesamtkunstwerk“ angelegt sei. In der Dialektik der Aufklärung charakterisierte Adorno das neue Medium Fernsehen als „hohnlachende Erfüllung des Wagnerschen Traums vom Gesamtkunstwerk“.
Einige der technischen Neuerungen Wagners nahmen Mittel und Effekte des Films vorweg. Nach dem Ende einer Aufführung im Festspielhaus schien es Eduard Hanslick, als würde er „ein farbglänzendes Bild in dunklem Rahmen“ wie in einem Diorama sehen. Die Klänge des Orchesters, das sich im „mystischen Abgrund“ befindet und den Blicken verborgen bleibt, bewegen sich durch den Raum, als kämen sie von Lautsprechern. Es war zwar nicht gänzlich neu, den Zuschauerraum zu verdunkeln, fühlte sich in Verbindung mit den tiefen Klängen am Anfang des Rings aber außergewöhnlich an. Friedrich Kittler führte die „Finsternisse“ der Kinosäle auf die Finsternis des Festspielhauses zurück.
Zu den technischen Innovationen gehörte die Projektion der reitenden Walküren mit der Laterna magica. Der elektrisch leuchtende Gral und die beweglichen Panoramadarstellungen beim Weg zum Gralstempel im Parsifal waren weitere Spezialeffekte.
Enjott Schneider untersuchte die Wirkung Wagners auf den Film des 20. Jahrhunderts und formulierte die überspitzte These, dass der Film „sein heimliches Kunstwerk der Zukunft“ gewesen sei.
Martin Knust bezweifelt Schneiders These, dass fast alle Funktionen der Filmmusik in Wagners Werk vorgezeichnet seien. Wagners Opern seien zwar eine wichtige, aber nicht die einzige Inspirationsquelle des Films gewesen.
Die Rezeption bezog sich überwiegend auf Wagners Doppelbegabung als Komponist und Schriftsteller. Dabei wurde oft übersehen, dass er als Regisseur seine eigenen Werke inszenierte. In zahlreichen begleitenden Schriften ging es ihm um die Frage, wie sein Werk szenisch verwirklicht werden konnte. Während des Schaffensprozesses arbeitete er kontinuierlich an Sprache, Musik und dramatischer Gebärde, deren Wirkung er durch den Vortrag von Sängern und Sprechern überprüfte. Wie Martin Knust ausführt, kann man sein Ideal als das des „lebenden Films“ bezeichnen.
Bei den Szenen achtete Wagner vor allem auf die Gesten und Bewegungen der Sänger, die er mit ihnen einstudierte, während ihm Kostüme und Bühnenbilder weniger wichtig waren. In seiner Regiearbeit verband er die Instrumentalmusik mit der Körpersprache. Wie im Film ging es ihm darum, Gesten mit seiner Musik zu synchronisieren, die über weite Strecken als szenisch charakterisiert werden kann.
In den frühen Filmen wie im Kino der Gegenwart wird der erste Auftritt einer Figur häufig musikalisch begleitet, wodurch der Rezipient etwas über ihren Charakter erfährt. Wenn es sich nicht um diegetische Musik handelt, also nur die Zuschauer, nicht aber die Filmfiguren die Musik hören, reichen dafür of wenige Klänge. Beim ersten Auftritt der Helden machte Wagner den Darstellern oft Vorgaben zum Tempo der Schritte und Gesten. Mit dem Film vergleichbar gibt es in Wagners Opern neben dem Gesang und der Instrumentalmusik auch Geräusche.
Nach Auffassung von Susanne Vill wurde der Fantasyfilm von Wagners Gesamtkunstwerk geprägt: Das Drama dominiert die Bilderfolge, während die Musik die Beziehungen der Figuren sowie die Handlung durchgehend kommentiert, illustriert und bewertet und so mit den Gefühlen der Zuschauer spielt. Die von Wagner beabsichtigte mythische Funktion der Musik wird im Film durch intensive Bilder, den Filmschnitt und weitere Effekte ergänzt. In dem Filmgenre werden zahlreiche Motive aus den Die Feen bis zum Parsifal variiert. Die mittelalterliche Rittergesellschaft des Tannhäuser ist ein typisches Merkmal der High Fantasy. In der sinnlichen Sphäre des Venusbergs gehe es weniger um Motive der sexuellen Libertinage als um das eskapistische Eintauchen in eine fremde Welt.

## Filmmusik
Die Entwicklung der Filmmusik wurde von Wagner beeinflusst.
Giuseppe Becce, der wegen seiner Ähnlichkeit in dem Stummfilm von 1913 Richard Wagner verkörperte, komponierte auch die Filmmusik in dessen Stil, nachdem die Erbverwalter des Komponisten sich gegen den Einsatz von Originalmusik ausgesprochen hatten. Später sammelte er seine von Wagner beeinflussten Stummfilm-Begleitungen in einer „Kinothek“, die auf zwölf Bände anwuchs. Sie wurde die Basis seiner Tätigkeit als Dirigent des Berliner UFA-Orchesters, wodurch sich die enge Verbindung zwischen Wagner und dem musikalischen Stil des mächtigen Filmunternehmens erklärt.
Nachdem der Stummfilm durch den Tonfilm verdrängt worden war und sich große Filmgesellschaften wie Paramount, Warner Brothers und 20th Century Fox entwickelt hatten, förderte die arbeitsteilige Organisation in den Musikstudios die Entwicklung eines typischen Hollywood-Stils. Er ist durch spätromantische Versatzstücke geprägt, die zwischen Pathos und Sentimentalität schwanken. Das dramaturgische Modell der Bühnenmusik, an dem sich die Stummfilmbegleitung orientiert hatte, war für die Musik des Tonfilms nicht mehr ausreichend und wurde durch das Vorbild des Musikdramas ersetzt. Statt nur die sichtbaren Momente zu untermalen, sollte die Musik weitergehen und den Zuschauern in nachwagnerscher Weise mit Leitmotiven unterschwellige Handlungszusammenhänge verdeutlichen. Dieser Stil prägte über einen langen Zeitraum die Ideale der Filmmusik, wurde später aber vielfach kritisiert, etwa von Adorno und Hanns Eisler.
Die Leitmotivtechnik war während der „goldenen Ära“ Hollywoods ein Markenzeichen der amerikanischen Filmmusik.

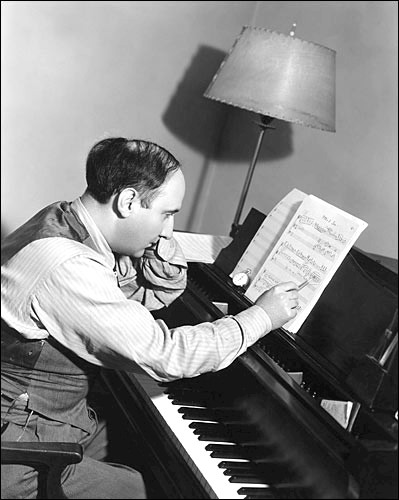
Dimitri Tiomkin, 1937

Der russisch-amerikanische Filmkomponist und Dirigent Dimitri Tiomkin erwähnte in seiner humorvoll-ironischen Dankesrede für die Oscarverleihung der Kategorie „Beste Filmmusik“ (The High and the Mighty) 1955 unter anderem Johannes Brahms, Richard Strauss, George Gershwin und auch Richard Wagner, bei denen er sich zu bedanken habe.
Allerdings reichen Hinweise auf die filmische Leitmotivik nicht aus, zumal die Technik nicht von Wagner erfunden, sondern ergänzt und weiterentwickelt wurde und er bereits an ein entwickeltes Verfahren anknüpfen konnte. Christoph Henzel hält es auch aus diesem Grund für eine Vereinfachung, die Nähe der Filmmusik zu Wagner nur danach zu bestimmen, wie häufig Leitmotive in ihr verwendet werden. Der Terminus „unendliche Melodie“ lasse sich nicht auf die Musik Hollywoods anwenden. Die in den Filmen eingesetzten Stücke seien dem Dialog nachgestellt und würden jeweils nur selektiv verwendet, hätten somit keine durchgehend expressive Funktion wie in Wagners Werken.
Die Ausdruckskraft der Filmmusik ist nicht an eine komplexe sinfonische Struktur gebunden, wie sie sich in Wagners Werken findet. Das gilt auch für die umfangreichen Partituren von King Kong oder Vom Winde verweht des Komponisten Max Steiner, der die Entwicklung des Hollywoodstils maßgeblich beeinflusste. Laut Henzel wurde Steiner allerdings nicht durch seine Leitmotivtechnik berühmt, sondern eher durch Stimmungskunst und virtuose Illustration von Bewegungen.
Steiners üppige und nuancenreiche Musik für die Margaret-Mitchell-Adaption gilt als Paradebeispiel dieses Stils. Wie viele Filmkomponisten war Steiner mit Wagners Ideen und Ausdrucksformen vertraut und wollte dessen Techniken mit einem großen Sinfonieorchester umsetzen. Anders als in King Kong und Der Verräter, die eher von knappen Motiven bestimmt werden, setzte Steiner hier längere Melodien leitmotivisch ein, um so die Figuren und ihre Beziehungen charakterisieren zu können. Das bekannte Tara-Thema, das aus zwei achttaktigen Perioden besteht, repräsentiert die Plantage, mit der Scarlett O’Hara auch emotional verbunden ist. Es ist für Sequenzierungen geeignet und kann an die filmtechnischen Gegebenheiten angepasst werden, ohne seine Ausdruckskraft einzubüßen.
Während der Zeit des Nationalsozialismus griffen amerikanische und deutsche Filmkomponisten auf Wagners Verfahren zurück. In Max Steiners Partitur für den Film Ich war ein Spion der Nazis  finden sich harmonische Wendungen, die auf den Walkürenritt ebenso verweisen wie auf das Siegfried-Thema. Das gilt auch für Giuseppe Becces Vertonung des deutschen Westerns Der Kaiser von Kalifornien, in der ein Thema an Siegfrieds Leitmotiv erinnert.
Walt Disneys frühe Zeichentrickfilme wie Steamboat Willie oder die Silly-Symphonies-Reihe illustrierten die äußeren Bewegungen der Figuren und kommentierten die Bilder musikalisch sehr deutlich, womit sie zum Verständnis der Filmmusik beitrugen. Steiner und Erich Wolfgang Korngold (Robin Hood – König der Vagabunden) setzten die Mickey-Mousing-Technik ein und prägten so die Standards der „goldenen Ära“ Hollywoods. Das Ideal des romantischen Orchesterklanges kann auch mit der Herkunft vieler einflussreicher Komponisten erklärt werden: Steiner, Korngold und Tiomkin stammten ebenso aus Europa wie etwa Miklós Rózsa, Bronisław Kaper und Franz Waxman. Neben Wagner mit seiner Leitmotivik waren sie von Franz Liszt, Giuseppe Verdi, Richard Strauss und Gustav Mahler geprägt.
Komponisten wie Hanns Eisler und Dmitri Schostakowitsch brachen hingegen mit dieser Tradition. Der amerikanische Dirigent und Komponist Bernard Herrmann verzichtete ebenfalls auf eine ausgeprägte Leitmotivtechnik und setzte in dem Filmdrama Citizen Kane von Orson Welles anstelle eines durchgehenden Klangteppichs auf knappe musikalische Episoden. Ein neuer Ansatz zeigte sich auch in seiner eindringlichen Musik zu Psycho von Alfred Hitchcock, für den er bereits die Thriller Vertigo – Aus dem Reich der Toten und Der unsichtbare Dritte vertont hatte. Herrmann verzichtete in dem Horrorfilm auf jeden Wohlklang, wiederholte kurze Phrasen und Staccato-Akkorde und arbeitete mit klangfarblichen Extremen. In der berühmten Duschszene etwa wirken die hohen Streicher-Akkorde mit dem Sekund-Intervall äußerst bedrohlich.

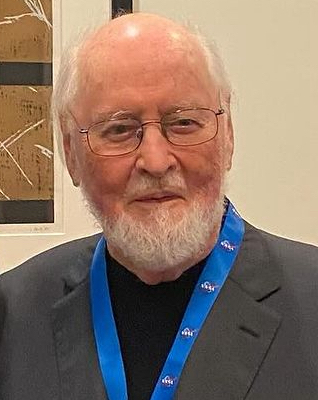
John Williams, 2024

In der Filmmusik zu Star-Wars finden sich etwa sechzig unterschiedliche Leitmotive.
Die Weltraumoper war zunächst als Hommage an Flash Gordon und Buck Rogers gedacht, entwickelte sich dann aber zu einem großen und erfolgreichen Film-Franchise. Von Beginn an wurde das Unternehmen als wagnerianisch wahrgenommen. Im Zusammenhang mit Das Imperium schlägt zurück, dem zweiten Teil der Originaltrilogie, sprach die Filmkritikerin Pauline Kael von „pop-Wagnerian“, ein Ausdruck, der von Susan Sontag für Filme aus der NS-Zeit geprägt worden war.
Gegenüber George Lucas gab John Williams an, auf „vertraute und erinnerte Emotionen“ zurückgegriffen zu haben. Dabei habe er sich auf die Opernsprache des neunzehnten Jahrhunderts mit Komponisten wie Richard Wagner bezogen. Als der junge Luke Skywalker in Krieg der Sterne auf dem Wüstenplaneten Tatooine wehmütig in den Himmel mit den zwei Sonnen blickt, erklingt eine ausladende Horn-Melodie in g-Moll, die von den Streichern aufgegriffen wird und an das c-Moll-Thema erinnert, das Wagner mit Siegfried verbindet. Dieses Thema entwickelt sich im Verlauf der Saga zum Leitmotiv für die Macht selbst, die Luke zu beherrschen lernt. Bevor das Konzept erklärt wird, lässt die Musik somit in der Art Wagners etwas Wichtiges erahnen.
Laut Alex Ross erreicht dieses kompositorische Verfahren in Rian Johnsons Film Die letzten Jedi seinen Höhepunkt. Immer wieder sehen sich die Darsteller schweigend an, während die Leitmotive ihre Gefühlswelt offenbaren.
In Peter Jacksons Filmtrilogie Der Herr der Ringe finden sich charakteristische Motive für Gollum und die Gefährten, Mordor, Isengard und den Ring selbst. Wie in Steiners Musik zu Casablanca beziehen sie sich weniger auf einzelne Charaktere als auf deren Ideen oder wichtige Gegenstände und Orte.
Shores Musik hat stellenweise eine ergänzende Funktion und verdoppelt nicht lediglich die Erzählungsinhalte. Wenn etwa um den Einen Ring gestritten wird, erklingt nicht das Ring-, sondern das Mordor-Motiv, das auf Sauron verweist. Die Motive werden allerdings anders entwickelt als bei Wagner und in ihrer Instrumentierung kaum variiert.

## Wagners Musik im Film
Wagners Musik wurde seit der Stummfilmzeit in mehr als 1000 Filmen eingesetzt. Von David Wark Griffiths Historienfilm Die Geburt einer Nation (1915) über Charlie Chaplins Satire Der große Diktator (1940) bis zu Lars von Triers endzeitlicher Vision Melancholia (2011) und weiteren Werken des 21. Jahrhunderts ist Wagner in Filmszenen präsent.
Häufig werden bekannte Stücke wie etwa der Walkürenritt verwendet, der für die unterschiedlichsten Szenen auch in Zeichentrickfilmen und Filmkomödien eingesetzt wurde. Dazu gehören der Bugs-Bunny-Streifen Der Ring der Niegelungen oder die erfolgreiche Komödie Blues Brothers von John Landis, in der das Stück erklingt, als die Helden von Neonazis verfolgt werden. Der von Arnold Schwarzenegger gespielte Ben Richards kämpft in Running Man als Teil einer Reality-Show gegen den Schurken Dynamo, während eine verkitschte Synthesizer-Version des Stückes gespielt wird. Recht bekannt sind die Szenen aus Francis Ford Coppolas Antikriegsfilm Apocalypse Now, in denen ein Hubschraubergeschwader ein vietnamesisches Dorf angreift und das Stück aus den Lautsprechern dröhnt, um die Gegner zu erschrecken.

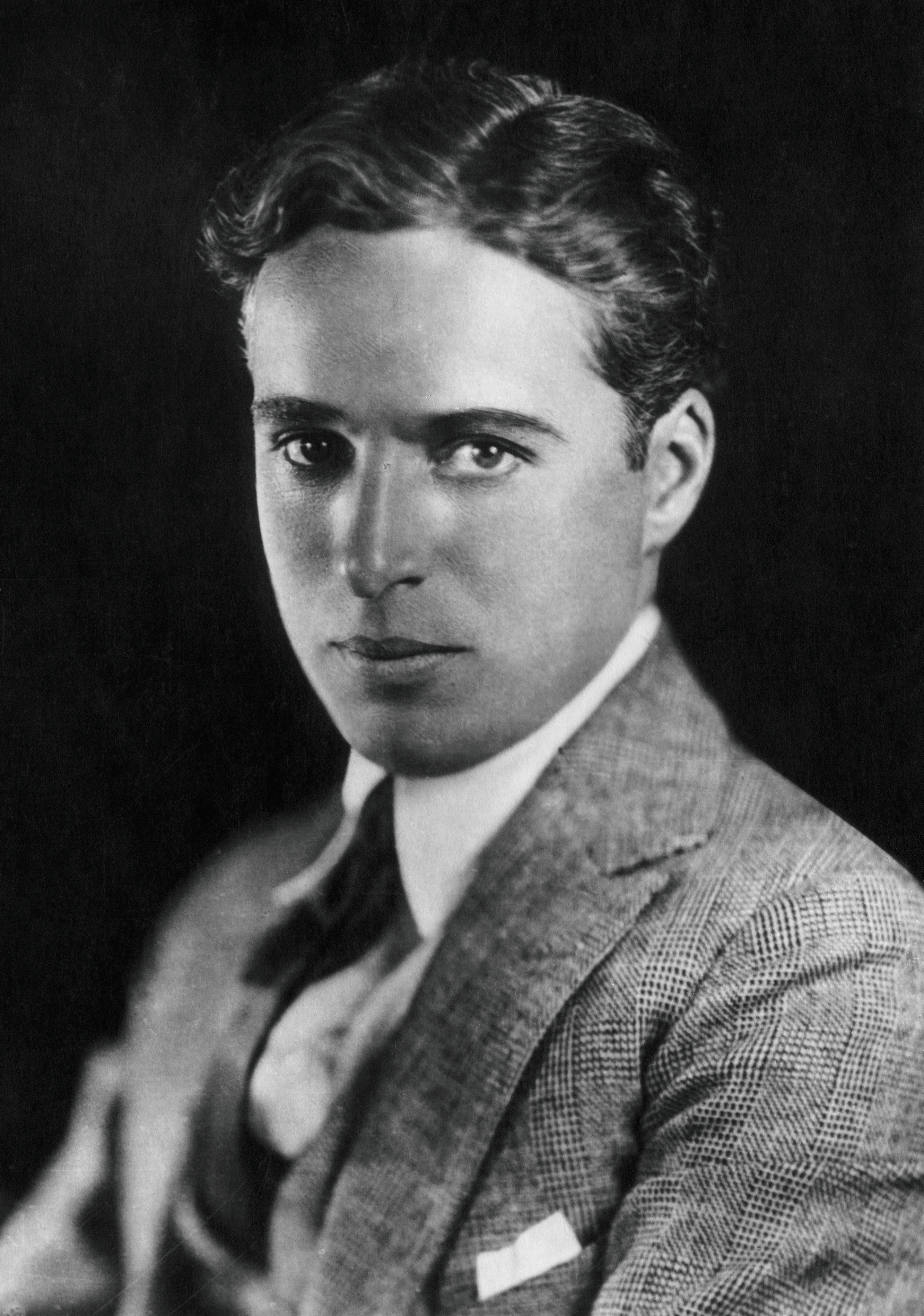
Charlie Chaplin, 1920

Charlie Chaplin setzte in seiner Filmsatire Der große Diktator das ätherische Vorspiel aus Wagners Oper Lohengrin ein. Es erklingt nicht nur in der bekannten Szene, in der Anton Hynkel mit dem Globus spielt, sondern auch am Schluss des Films.
Das Spiel mit der Weltkugel, die Hynkel von einer Hand in die andere wirft, erinnert an ein Ballett, mit dem Chaplin sich über Hitlers Pose der Männlichkeit lustig macht. Das Machtstreben des Diktators wird von der Musik repräsentiert, die mit dem Zerplatzen des Ballons jäh unterbrochen wird und im Nichts verschwindet.
Der jüdische Friseur wird schließlich mit Hynkel verwechselt, plädiert in einer leidenschaftlichen Rede für Menschlichkeit und wendet sich an die von Paulette Goddard gespielte Jüdin Hannah, die im Exil lebt und seine Rede im Radio gehört hat. Während sie nach oben blickt und die Schlussworte zu hören sind, wird Wagners Musik erneut eingespielt.  
Die Szene fungiert als variierte musikalische Rekapitulation und ist mit Wagners Kompositionsverfahren vergleichbar. Bis zur A-Dur Schlusskadenz lauscht Hannah einer Musik, die auf diese Weise „von einer Herrschaft der Barbarei zurückgewonnen wird.“
Chaplins Verfahren kann als Demontage und Erneuerung angesehen werden. Wie Lutz Koepnick ausführt, setzte er Wagners Musik ein, um „den Missbrauch der Phantasie im Faschismus“ anzuprangern. Lawrence Kramer befand, dass in Chaplins Fassung der Oper der Gralsritter von einem im Exil lebenden Juden und einer Frau ersetzt werde. Während einige Kritiker den Film für zu naiv und verharmlosend hielten und Thomas Mann von einer Farce sprach, war für andere gerade die Naivität des Werkes ansprechend. Wie Thomas Mann bewunderte auch Chaplin die Musik Wagners und verabscheute Hitler. Sergei Eisenstein sah in Chaplin den „reine(n) Tor in Christo, der dem alternden Wagner vorschwebte.“
In seiner Deutschen Trilogie stellte der italienische Film- und Opernregisseur Luchino Visconti Verfallserscheinungen deutscher Kultur in den Mittelpunkt. Wolfgang Storch sieht die Trilogie als Antwort auf Wagners Ring des Nibelungen.
Während Wagner in Tod in Venedig vor allem über die Musik Gustav Mahlers präsent ist, sind die Bezüge in den beiden anderen Teilen wesentlich deutlicher. Der Film Die Verdammten sollte nach Viscontis Willen zunächst „Götterdämmerung“ heißen und lässt den Einfluss Wagners auf mehreren Ebenen erkennen. So erinnert das leitmotivische Schmelzen des Kruppstahls an das Schmieden des Ringes aus dem geraubten Rheingold. In einer Filmsequenz, die an den Ufern des Attersees gedreht wurde, kontrastierte Visconti vulgäre Nazi-Lieder mit Isoldes Liebestod.
Visconti wollte die Tradition des psychologischen Naturalismus mit den Dimensionen der Wagnerschen Opern verbinden. Laut Wolfram Schütte entstand auf diese Weise ein opulentes, unzeitgemäßes und problematisches Werk, das sich von den neorealistischen Anfängen des Regisseurs weit entfernte. Viscontis „Götterdämmerung“ stehe dem Œuvre Thomas Manns ebenso nahe wie dem Gesamtkunstwerk Wagners.
Im Werk Thomas Manns versinnbildlichte Wagners Musik den Verfall des Bürgertums, wirkte aber auch formbildend. In Wälsungenblut, dem zweiten Farbfilm unter den Thomas-Mann-Adaptionen, ließ Rolf Thiele neben Kompositionen Rolf Alexander Wilhelms auch Wagners Walküre erklingen. Thomas Mann war in seiner Vorlage, der skandalträchtigen Novelle Wälsungenblut, unverblümt auf die Inzest-Problematik aus Wagners Musikdrama eingegangen. In dem Film ertönt die Musik in einer Opernsequenz und am Ende, als es in Siegmunds Schlafzimmer auf dem Eisbärenfell zum Inzest der Geschwister kommt, die Bilder unscharf werden und der Geschlechtsakt nur angedeutet wird. Während sich die Schwester neben den Bruder legt, erklingt das Vorspiel des Musikdramas. In dem Fernsehfilm Der kleine Herr Friedemann (1990) nach der gleichnamigen Novelle von Thomas Mann ist Wagners Tristan neben Johannes Brahms’  erster und Gustav Mahlers vierter Sinfonie zu hören.

## Wagner als Filmfigur
Neben Komponisten wie Mozart und Beethoven, Johann Straus und Franz Schubert ist auch Richard Wagner als Figur in zahlreichen Filmbiografien zu sehen.
Aus Anlass seines 100. Todestages widmeten ihm die Filmfestspiele von Venedig 1983 eine Gesamtschau, die von einer Monographie begleitet wurde.

Erich Wolfgang Korngold, Aufnahme von Georg Fayer, 1927

Während die biographischen Wagner-Filme wie Richard Wagner, Frauen um Richard Wagner und die zehnteilige Miniserie Wagner einen nahezu vollständigen Lebensabriss geben, behandeln die Filme Die Barrikade (1970), La Mort du Titan (1975) und Wahnfried (1987) jeweils nur einzelne Facetten seines Lebens, in Wahnfried etwa die Beziehung zu Cosima.
William Dieterles Magic Fire war nach Carl Froelichs Richard Wagner aus dem Jahr 1913 die erste abendfüllende Filmbiografie über den Komponisten. Dieterle war mit Thomas Mann befreundet, den er während dessen Exil in den Vereinigten Staaten mehrfach traf. In Los Angeles hörten sie sich Schallplatten mit Wagners Musik an. Erich Wolfgang Korngold komponierte nicht nur die Filmmusik, sondern übernahm auch die Rolle des Dirigenten Hans Richter. Am Ende des Films verdichtete er den gesamten Ring des Nibelungen auf ein Potpourri von etwa fünf Minuten.
Außerdem existieren zahlreiche biographische Filme über Franz Liszt und König Ludwig II., in denen Wagner auftritt und seine Musik eingesetzt wird, sowie kurze Cameo-Auftritte in Remontons les Champs-Elysées (1938), Romanza final (Gayerre) (1986) und schließlich Bruckners Entscheidung (1996), in dem Wagner von Joachim Kaiser gespielt wird. Lediglich in Ludwig 1881 der Brüder Fosco und Donatello Dubini, der Helmut Berger zwanzig Jahre nach Luchino Viscontis opulentem Ludwig II. erneut als Bayernkönig zeigt, geht es nicht um Wagner.
In dem Film Ludwig II. schildert Visconti Wagners Beziehung zum König der Bayern, der die realen politischen Machtverhältnisse ignoriert und in die romantische Musik des verehrten Komponisten flüchtet. Visconti rückte Wagner ins Zentrum und analysierte ihn und seine Entourage nach jahrzehntelanger filmischer Glorifizierung erstmals kritisch.
Anders als bei Helmut Käutner, der Wagners Musk überwiegend melodramatisch nutzte und die Stimmung einzelner Szenen ausmalte, wurde Wagner bei Visconti und Hans-Jürgen Syberberg auch eingesetzt, um das Konzept „Film als Gesamtkunstwerk“ zu verwirklichen. Visconti bestätigte in einem Interview, dass er mit dem Ensemble aus dramatischen und visuellen Mitteln etwas wie ein Gesamtkunstwerk schaffen wollte, wie Wagner selbst es vertreten habe.
Syberberg wollte sich in Ludwig – Requiem für einen jungfräulichen König vom überkommenen narrativen Kino absetzen. Er zeichnete auch für das Drehbuch und die Musikauswahl verantwortlich und setzte die Stücke ein, um die Handlung zu verbinden und zu erklären. Dabei war ihm die mystische Klangwelt Lohengrins und Tristans, des Rheingoldes und der Götterdämmerung näher als die Töne des Holländers oder der Meistersinger. So nahm er ungekürzt eine lange Passage aus dem Liebesduett des Tristan auf und zeigte dazu eine lange Schlittenfahrt Ludwigs durch den verschneiten Wald. In einigen Szenen ließ er Wagners Musik auf ironisierend eingesetzte Schlager- und Volksmusik treffen.